# 朱壽康
朱壽康，原名瑄，廣西臨桂人，祖籍安徽鳳陽，清朝政治人物，進士出身。

## 生平
朱壽康原名瑄。道光十五年（1835年）進士朱琦胞弟。道光十七年（1837年）考中丁酉科舉人，二十七年（1847年）成丁未科二甲進士。任刑部主事。因在娼家飲酒被治罪。光緒三年（1877年）因桂林當地盜墓嚴重，請求官府保護靖江王陵。

## 家族
明靖江王朱守谦後裔。